# Maximilian Kilman
Maximilian Kilman, né le 23 mai 1997 à Chelsea en Angleterre, est un footballeur anglais qui joue au poste de défenseur central à West Ham United.

## Biographie

### Formation et débuts
Né à Chelsea, dans le Grand Londres, Maximilian Kilman est formé par l'un des clubs de la capitale anglaise, le Fulham FC. Il n'est pas conservé et passe par le Gillingham FC avant de rejoindre en 2015 le Maidenhead United où il évolue en National League South puis en cinquième division anglaise.

### Wolverhampton Wanderers
Le 10 août 2018, Maximilian Kilman rejoint Wolverhampton Wanderers, où il est dans un premier temps intégré à l'équipe réserve du club.
En avril 2019, l'entraîneur de l'équipe première Nuno Espírito Santo annonce que Kilman est définitivement intégré à l'équipe première. Le 4 mai 2019, il fait sa première apparition en professionnel avec les Wolves lors d'une rencontre de Premier League, en entrant en jeu en cours de partie lors d'une rencontre face au Fulham FC, son club formateur. Son équipe s'impose sur le score de un but à zéro ce jour-là.
Kilman commence la saison 2020-2021 en étant titularisé à partir de la quatrième journée de championnat. Il se fait remarquer le 19 octobre 2020 en délivrant une passe décisive pour Raúl Jiménez face à Leeds United, permettant à son équipe de s'imposer (0-1). Il est d'ailleurs nommé homme du match pour sa performance ce jour-là.
Le 8 avril 2023, Kilman fait sa centième apparition sous les couleurs de Wolverhampton, lors d'une rencontre de Premier League face au Chelsea FC. Il est titulaire lors de ce match qui voit les Wolves s'imposer (1-0 score final),,.
Kilman signe un nouveau contrat avec les Wolves le 13 août 2023, d'une durée de cinq ans, soit jusqu'en juin 2028.

### West Ham United
Le 6 juillet 2024, Max Kilman rejoint West Ham United. Il signe un contrat de cinq ans, soit jusqu'en juin 2031. Le transfert est estimé à 40 millions de livres,.

### En sélection
Maximilian Kilman a fait ses débuts dans l' équipe nationale de futsal d'Angleterre des moins 18 ans. Il a ensuite accumulé 25 sélections pour les Three Lions. La carrière de futsal de Kilman a été interrompue lorsqu'il a signé pour les Wolves en août 2018. Il était également éligible pour jouer au football international pour la Russie ou l'Ukraine par l' intermédiaire de ses parents,.
En mars 2021, l'entraîneur ukrainien Andriy Shevchenko a annoncé qu'il avait officiellement demandé à la FIFA de transférer l'allégeance nationale de Kilman à l'Ukraine, mais leur a également demandé si ses apparitions pour l'équipe d'Angleterre de futsal le rendraient inéligible pour l'Ukraine. Le 7 avril 2021, la FIFA a rejeté la demande, confirmant que ses apparitions pour l'Angleterre dans des matchs de futsal compétitifs le lient à jouer pour l'Angleterre dans n'importe quelle forme de football.